# T.J. Tampa
T.J. Tampa (Norristown, 13 marzo 2002) è un giocatore di football americano statunitense che milita nel ruolo di cornerback per i Baltimore Ravens della National Football League (NFL).

## Carriera universitaria
Nella prima stagione all'Università statale dell'Iowa nel 2020, Tampa fece registrare 5 tackle. Nel 2021 salì a 18 tackle e 3 passaggi deviati. Nel nono turno della stagione 2022 disputò una delle sue migliori gare nel college football, mettendo a segno 7 placcaggi e 4 passaggi deviati ma i Cyclones furono battuti da Oklahoma. Nella settimana 11 fece registrare il suo primo intercetto su un passaggio di Gunnar Gundy ma Iowa State perse contro Oklahoma State. Chiuse l'annata con 40 tackle, di cui 5 con perdita di yard, 9 passaggi deviati, un intercetto e un fumble forzato. Per le sue prestazioni fu inserito nella seconda formazione ideale della Big 12 Conference. Nel 2023 fu inserito nella prima formazione ideale della conference.

## Carriera professionistica

### Baltimore Ravens
Tampa fu scelto nel corso del quarto giro (130º assoluto) del Draft NFL 2024 dai Baltimore Ravens. Il 15 luglio 2024 fu inserito nella lista dei giocatori impossibilitati a scendere in campo. Nella sua prima stagione mise a segno 4 placcaggi in 7 presenze, nessuna delle quali come titolare.